# Катковский лицей
Московский Императорский лицей в память Цесаревича Николая (неофициально: Катко́вский лице́й) в Москве, на Остоженке — привилегированное закрытое высшее учебное заведение для детей из дворянских семей, существовавшее с 1868 по 1917 годы.

## История

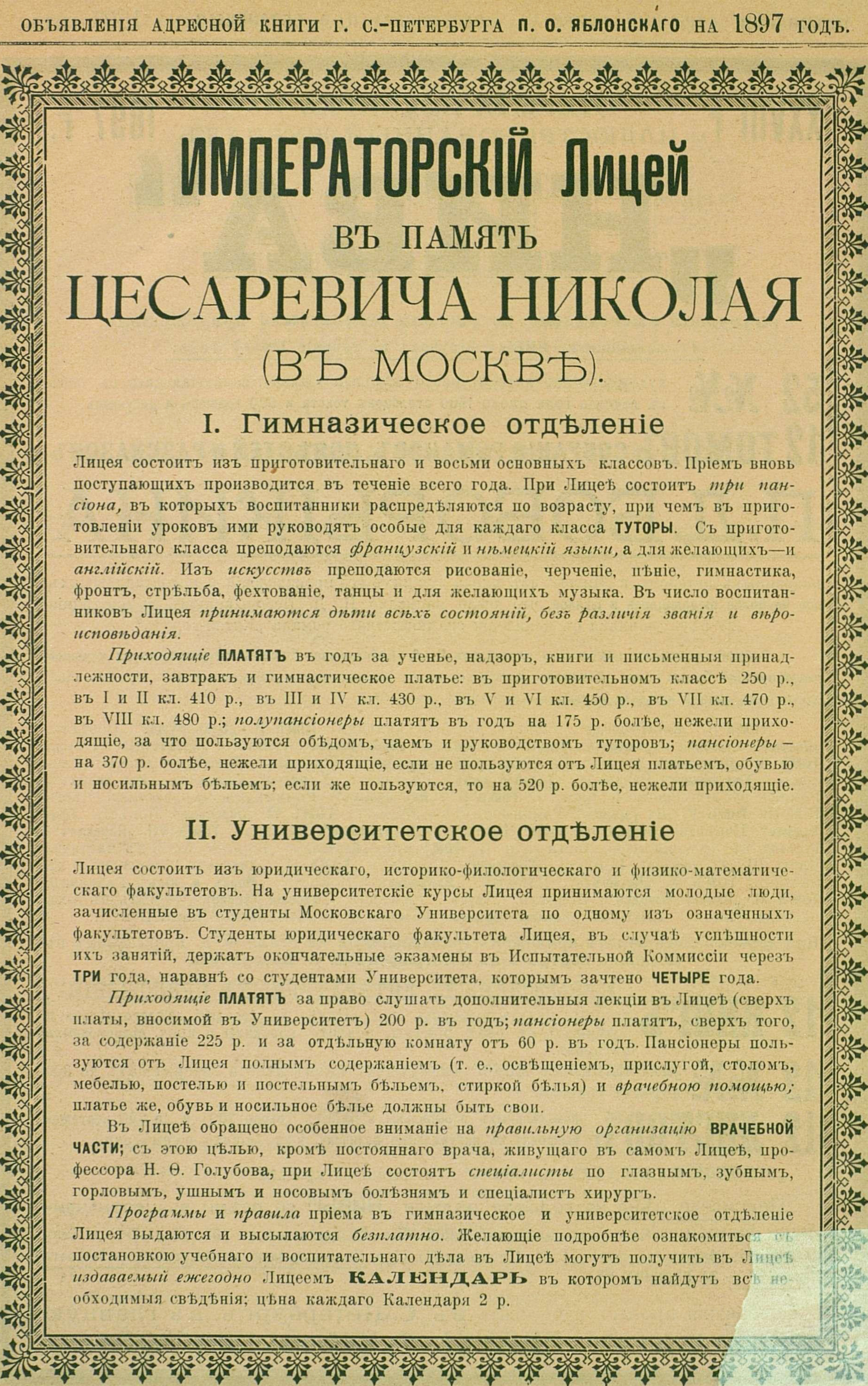
Реклама лицея, 1897 год.

Лицей был основан на личные средства публициста Михаила Никифоровича Каткова и его ближайшего друга и помощника, профессора Павла Михайловича Леонтьева (по 10 тыс. руб.), которые решили создать образцовое классическое учебное заведение. Значительные суммы внесли С. С. Поляков (40 тыс. руб.), П. Г. Дервиз (20 тыс. руб. в 1869 г.), К. Ф. фон Мекк (10 тыс. рублей) и другие московские предприниматели. В дальнейшем лицей получал государственные субсидии, а в 1872 году он официально стал государственным учебным заведением.
Лицей был открыт 13 января 1868 года и был назван в честь рано умершего старшего сына Александра II — «Московский лицей Цесаревича Николая». Целью было объявлено «содействовать утверждению основательного образования русского юношества, способствовать развитию в России самостоятельного педагогического дела и вырабатывать на практике его основания, приемы и способы».
Состоял из приготовительного и  восьми гимназических классов, а также трёх лицейских (университетских) курсов, на которые принимались «только лица, зачисленные в студенты историко-филологического, юридического и физико-математического факультетов Московского университета». По сравнению с классическими гимназиями в нём были более обширны программы по древним языкам.
По уставу 1890 года задачей Императорского лицея Цесаревича Николая было дать общее среднее образование, содействовать успешному прохождению воспитанниками университетского курса, практической подготовке учителей для гимназий. С 1893 года имел официальное название — «Московский Императорский лицей в память Цесаревича Николая Министерства народного просвещения». По временному положению от 26 апреля 1906 года университетские классы были организованы в объёме юридического факультета с четырёхлетним курсом.
После Февральской революции 1917 года Катковский лицей был преобразован в открытое высшее юридическое учебное заведение.
В 1918 году в здании разместился Народный комиссариат просвещения РСФСР; находился один из корпусов Института международных отношений, затем (и поныне) Дипломатическая академия МИД России.

## Директора
- 1868—1875 — Леонтьев, Павел Михайлович
- 1875—1887 — Катков, Михаил Никифорович
- 1887—1893 — Станишев, Константин Николаевич
- 1894—1896 — Грингмут, Владимир Андреевич
- 1896—1908 — Георгиевский, Лев Александрович
- 1908—1910 — Кассо, Лев Аристидович
- 1910—1915 — Гуляев, Алексей Михайлович
- 1916—1917 — Филиппов, Александр Никитич

## Известные выпускники
См. также: Выпускники Катковского лицея

### Государственные деятели и политики
- 1875: Алехин, Александр Иванович, член IV Государственной Думы.
- Андреевский, Владимир Михайлович, член Государственного Совета.
- Волжин, Александр Николаевич, обер-прокурор Святейшего синода.
- Георгиевский, Лев Александрович, директор лицея, сенатор, член Государственного Совета.
- 1874: Глебов, Григорий Николаевич, член III Государственной думы.
- Головин, Фёдор Александрович, один из основателей партии кадетов, председатель II Государственной Думы.
- 1874: Иванов, Дмитрий Алексеевич, член III Государственной думы.
- Каншин, Иван Анатольевич, член IV Государственной Думы.
- 1873: Каррьер, Сергей Аркадьевич, гласный Санкт-Петербургской городской думы, гофмейстер.
- 1874: Киндяков, Сергей Васильевич, член III Государственной Думы.
- 1875: Кристи, Григорий Иванович, Орловский и Московский губернатор, сенатор.
- князь Лобанов-Ростовский, Алексей Николаевич, член Государственного Совета, председатель Совета Русского Собрания.
- 1874: Ознобишин, Владимир Нилович, член Государственного Совета.
- 1874 (золотая медаль): Путята, Алексей Дмитриевич, генеральный консул в Мельбурне.

### Военные
- Гаврилов, Виктор Иванович, генерал, начальник Николаевского военного училища.
- Катков, Павел Михайлович, генерал, сын Михаила Никифоровича Каткова.
- граф Ностиц, Григорий Иванович, военный агент во Франции, начальник штаба Гвардейского корпуса во время Первой мировой войны.
- князь Орлов, Алексей Николаевич, генерал, помощник военного агента во Франции.
- Петрово-Соловово, Борис Михайлович, командир лейб-гвардии Гусарского полка, генерал для поручений при Верховном Главнокомандующем.
- граф Татищев, Николай Иванович, полковник Преображенского полка, воспитатель князей Иоанна и Гавриила Константиновичей.
- граф Шувалов, Андрей Петрович, генерал, герой русско-японской войны.

### Предприниматели
- Бардыгин, Михаил Никифорович, крупный русский фабрикант, общественный деятель и меценат, депутат III Государственной думы.
- 1905: Бурышкин, Павел Афанасьевич, предприниматель, гласный Московской городской думы.
- Мазурин, Константин Митрофанович, фабрикант текстильных товаров, музыковед.
- Морозов, Сергей Тимофеевич, московский предприниматель из купеческой династии Морозовых.

### Учёные
- Бахрушин, Сергей Владимирович, историк, представитель купеческой династии Бахрушиных.
- Грабарь, Игорь Эммануилович, художник и искусствовед.
- Катков, Михаил Мефодиевич, правовед, профессор Киевского университета, племянник М. Н. Каткова.
- 1873 (золотая медаль):  Кулаковский, Юлиан Андреевич, переводчик и историк.

### Другие
- Алексий I, Патриарх Московский и всея Руси
- Толстой, Михаил Львович, литератор
- Степанов, Клавдий Петрович, художник, общественный деятель

### архивы
- ЦИАМ. Ф. 233. 778 ед. хр. (ЦГА Москвы. ОХД до 1917 г.)